# Nyőgér
Nyőgér (vyslovováno [ňégér], německy Nieger) je vesnice v Maďarsku v župě Vas, spadající pod okres Sárvár. Nachází se asi 8 km jižně od Sárváru. V roce 2024 zde žilo 334 obyvatel. Dle údajů z roku 2011 tvoří 90,4 % obyvatelstva Maďaři a 0,6 % Němci, přičemž 9,6 % obyvatel se k národnosti nevyjádřilo.
Vesnice leží na silnici 8439. Sousedními vesnicemi jsou Bejcgyertyános a Sótony.

## Sousední obce
| Růžice kompasu |                | Sótony |  | Růžice kompasu |
| Růžice kompasu | Ikervár        | Sever  |  | Růžice kompasu |
| Růžice kompasu | Ikervár        | Nyőgér |  | Růžice kompasu |
| Růžice kompasu | Ikervár        | Jih    |  | Růžice kompasu |
| Růžice kompasu | Bejcgyertyános |        |  | Růžice kompasu |